# Fédération française de course d'orientation
Ne doit pas être confondu avec Fédération française des clubs omnisports.
La Fédération française de course d'orientation (FFCO) est une association sportive agréée, délégataire du ministère des Sports, qui peut organiser les compétitions officielles de course d'orientation (pédestre, à VTT, à ski, en raid, etc.) ayant lieu en France. Elle est membre à part entière de la Fédération internationale de course d'orientation (IOF) et du Comité national olympique et sportif français (CNOSF). Elle a été fondée le 25 avril 1970. Fin 2021, elle comptait environ 20 000 pratiquants dont 9 000 licenciés.
Elle regroupait en 2021 :
- 240 clubs
- 70 comités départementaux
- 14 ligues régionales (France métropolitaine + Nouvelle-Calédonie)

Les clubs sont classés en quatre niveaux : Nationale 1 , Nationale 2, Nationale 3, Nationale 4.

## Présidents
- 1970 - 1985 : Bernard Stasi
- 1985 - 2000 : Edmond Széchényi
- 2000 - 2008 : Marie-France Charles
- 2008 - 2013 : Jean-Paul Ters
- 2013 - 2021 : Michel Ediar
- Depuis 2021 : Jean-Philippe Stefanini